# Zvezda (film)
Zvezda (izvirni ruski naslov Звезда) je ruski vojni film, ki je izšel leta 2002.
Film opisuje življenje skupine sovjetskih izvidnikov, s kodnim imenom Zvezda, ki deluje v nemškem zaledju med drugo svetovno vojno.